# Grad Offenburg
Grad Offenburg je bil srednjeveški grad, katerega borne ruševine nekdaj mogočne trdnjave ležijo približno 300 m nad dolino Mure pri Unterkurzheimu ob vznožju Ederkogla, okoli 9 km severo-zahodno od Judenburga na avstrijskem Štajerskem. Grad je na začetku 12. stoletja zgradil privrženec družine Eppenstein. Opuščen je bil že v 17. stoletju.

## Zgodovina
Grad je verjetno zgradil ministerial družine Eppensteinskih grofov. Velja za sedež prednikov družine Teufenbach. Ime Offenberch in pozneje Offenburg izhaja iz imena enega od njegovih prvih lastnikov Ofa (Ota) von Teufenbach. Ofo je med leti 1160 in 1212 večkrat dokumentiran, vendar je grad verjetno zgradil njegov istoimenski oče. Naloga gradu je bila nadzorovati pomembno cesto skozi Pölstal skupaj z gradom Reifensteinom nasproti.
Leta 1122 je grad Offenburg pridobila družina Traungaucev, ki so imeli položaj štajerskega mejnega grofa. Čeprav sta dedne pravice prijavila tudi koroški vojvoda in salzburški nadškof, je po dolgih sporih leta 1265 kralj Otokar II. potrdil njegove lastninske pravice štajerskemu deželnemu gospodu. Offenburški vitezi, upravljavci gradu, so bili deželno-knežji ministeriali. Izvirajo iz družine Liechtenstein. Zaradi sodelovanja v štajerski plemiški zaroti proti češkemu kralju leta 1268 so izgubili grad Offenburg. Otokar je za graščaka postavil Ditrika Fulinskega (Füllenstein). Ta je povzročal resne napade na sosednje posestvo samostana Seckau, tako da je moral intervenirati sam kralj Otokar. Leta 1276 so Liechtensteinci uspeli pregnati Čehe iz svojih gospoščin in se preseliti nazaj v Offenburg. Fevdne pravice so medtem prešle na dediče Babenbergov, grofe Vovbrške. Po uporu štajerskega plemstva proti Albrechtu Habsburškemu je Offenburg ponovno postal deželno-knežja last. Leta 1279 so grad ponovno podelili Ditmarju Offenburškemu. 
Po bitki pri Kraubathu je vojvoda Albrecht dal svojega nasprotnika Friderika Stubenberškega za nekaj mesecev zapreti na tem gradu. Z Offenburgom je bilo povezano tudi deželno sodišče, ki je iz Ota Teufenbacha okoli leta 1210 prišlo na Liechtensteince. Leta 1295 je bil Offenburg delno zastavljen grofom Vovbrškim. Okoli sredine 14. stoletja je zastavno pravico prevzel Galler. Po smrti zadnjega Gallerja se je vojvoda Ernest grad prevzel in sprva zaposlil najete oskrbnike, nato pa ga je leta 1421 zastavil Andreju Ramungu. Med letoma 1459 in 1496 je Hans Ramung dal razpadajoč grad popraviti. Ko je Bernard Ramung umrl brez otrok, je kralj Ferdinand I. ukinil ta fevd in leta 1531 posestvo prodal Hansu Hofmannu von Grünbühelu. Leta 1532 je Offenburg služil kot gasilski dom. Leta 1589 je istoimenski sin Hansa Hofmanna prodal Offenburg bratoma Carlu in Offu Teufenbachoma. Teufenbacherji so upravo posestva preselili v bolj udoden grad Reifenstein, vendar pa so bivali v gradu Sauerbrunn.
Po velikem požaru leta 1590 škode na gradu Offenburgu niso več popravljali. Leta 1613 je posest prevzel Hans Wiljem baron Saurau. Njegovemu sinu Krištofu Albanu pa so posest odvzeli, zaradi različnih kaznivih dejanj. Leta 1656 je Offenburg pridobil baron Gregor Sidenitsch, ki ga je leta 1698 nasledil Ferdinand princ von Schwarzenberg. Posest je ostala pri tej družini vse doslej.